# Avenida Recta Martinoli
La Avenida Recta Martinoli, es una importante arteria del norte de la ciudad de Córdoba (Argentina). Con seis carriles, tres por sentido de circulación, es una de las más transitadas avenidas de ese sector de la ciudad. Sirve como acceso y egreso de tráfico por la zona noroeste y de la zona de los grandes countrys que se han desarrollado con gran potencial en ese sector. Es parte de la ruta provincial  U-109  .

## Toponimia
La avenida lleva este nombre en honor a José María Martinoli Sala. Fue abogado y jurisconsulto, profesor de Derecho en la Universidad Nacional de Córdoba. También fue hacendado, poseía latifundios en Sosneado, Mendoza, las estancias "La Carolina" y "Villa Corina", hoy un barrio de Córdoba y la otra en La Rioja. La avenida, fue construida en su honor por el entonces intendente Ramón Cárcano.

## Transporte y traza
Tiene una longitud de 4100 metros y corre en sentido este - oeste. Su origen (5000) se encuentra sobre la intersección con la Avenida Rafael Núñez y avenida Laplace, donde se emplaza el Nudo Vial 14, y la punta final (9100) en la intersección con la calle Manuel de  Falla.
| Corredor | Líneas |
| -------- | ------ |
|          | - 13   |
|          | - 19   |
|          | - 82   |